# シネマ堂本舗
シネマ堂本舗（しねまどうほんぽ）は、NHKBSで2007年1月7日から2011年3月27日まで放送されていたテレビ番組。

## 概要
次週放送予定の『衛星映画劇場』などからお勧めの作品をピックアップ、その見所と情報をコンパクトに伝える10分番組。
映画のことなら何でもそろう「シネマ堂本舗」。映画に詳しい頑固な店主カントク（山本晋也）と近所に住む映画好きの女の子マリちゃん（関根麻里）が映画談議に花を咲かせる。
2011年度に出演者そのまま『シネマDO!』（NHK BSプレミアム）にリニューアルされる。

## 出演者
- 山本晋也
- 関根麻里